# كراسنوكامسك
كراسنوكامسك (بالروسية: Краснокамск) هي إحدى مدن روسيا في الكيان الفدرالي الروسي بيرم كراي.

## أعلام
- أولغا بريزغينا